# Gréta Arn
Greta Arn es una tenista profesional nacida el 13 de abril de 1979 en Budapest (Hungría).
La tenista húngara ha ganado varios títulos del circuito challenger en individuales y dobles, y en el circuito profesional de la WTA también 2 títulos en individuales.
Arn anunció su retiro en enero de 2014 después de dejar de estar activa desde el Campeonato de Wimbledon de 2013, donde perdió en la primera ronda de clasificación.
Casi cuatro años después, a la edad de 38, Arn regresó al circuito de la ITF. En septiembre de 2017, llegó a la final de un evento de 25k en Balatonboglár, Hungría, y perdió ante la máxima cabeza de serie Polona Hercog.
El retiro de Arn se anunció nuevamente en enero de 2021.

## Títulos (2; 2+0)

### Individuales (2)
| Leyenda: Antes de 2009 | Leyenda: A partir de 2009 |
| ---------------------- | ------------------------- |
| Grand Slam (0)         |                           |
| WTA Championships (0)  |                           |
| Tier I (0–0)           | Premier Mandatory (0–0)   |
| Tier II (0–0)          | Premier 5 (0–0)           |
| Tier III (0–0)         | Premier (0–0)             |
| Tier IV & V (1–0)      | International (1–0)       |

| N.º | Fecha               | Torneo   | Superficie    | Oponente en la final | Resultado      |
| --- | ------------------- | -------- | ------------- | -------------------- | -------------- |
| 1.  | 12 de mayo de 2007  | Estoril  | Tierra batida | Victoria Azarenka    | 2-6 6-1 7-6(3) |
| 2.  | 15 de enero de 2011 | Auckland | Dura          | Yanina Wickmayer     | 6-3 y 6-3      |

### Clasificación en torneos del Grand Slam
| Torneo                 | 2000 | 2001 | 2002 | 2003 | 2004 | 2005 | 2006 | 2007 | 2008 | 2009 | 2010 | 2011 | 2012 | 2013 | Títulos |
| ---------------------- | ---- | ---- | ---- | ---- | ---- | ---- | ---- | ---- | ---- | ---- | ---- | ---- | ---- | ---- | ------- |
| Australian Open        | -    | 2r   | 2r   | 1r   | -    | -    | -    | -    | -    | -    | -    | 1r   | 3r   | 1r   | 0       |
| Roland Garros          | -    | 1r   | 1r   | -    | -    | -    | -    | -    | -    | -    | -    | 1r   | 1r   | -    | 0       |
| Wimbledon              | 1r   | -    | 2r   | -    | -    | -    | -    | 1r   | -    | -    | 3r   | -    | 1r   | -    | 0       |
| US Open                | 1r   | 1r   | 1r   | -    | -    | -    | -    | 1r   | -    | -    | 1r   | 1r   | 2r   | -    | 0       |
| WTA Tour Championships | -    | -    | -    | -    | -    | -    | -    | -    | -    | -    | -    | -    | -    | -    | 0       |